# Лампедуза
О писателе см. Джузеппе Томази ди Лампедуза
Лампеду́за (итал. Lampedusa, сиц. Lampidusa) — небольшой итальянский вулканический остров в Средиземном море, в 205 км от Сицилии и в 113 км от Туниса. Входит в состав Пелагских островов. Площадь — 20,2 км². Население — 6304 человека (2010).

## География
Высшая точка над уровнем моря — 133 м. Лампедуза — безводный остров. Единственный источник пресной воды — дожди. Благоприятный климат и уникальная морская фауна (мальтийско-пелагская) острова привлекают туристов.

## История
Лампедуза долго служила притоном берберских пиратов, затем отошла к Сицилийскому королевству. Испанские Габсбурги передали титул князя Лампедузы семейству Томази. В свою очередь, Томази в середине XIX века продали остров неаполитанским правителям. 11-м князем был писатель Джузеппе Томази ди Лампедуза. В качестве магистра Мальтийского ордена к острову проявлял интерес император Павел I.
Овладев Мальтой и другими стратегически расположенными островами Средиземноморья, англичане возделали почву: произрастают виноград, смоковница, рожковое дерево. Главная гавань находится на северо-западном берегу. Лампедуза и соседний утёс Лампионе получили своё название от огней, которые в Средние века зажигали здесь отшельники (пустынники), чтобы указывать путь морякам.

### Захват Лампедузы сержантом Коэном
11 июня 1943 года остров, с расположенным на нём итальянским военным гарнизоном, подвергся массированной воздушной бомбардировке авиацией и обстрелу с кораблей антигитлеровских союзников.

А на следующий день, 12 июня, на острове совершил вынужденную посадку английский самолёт, который пилотировал сержант Сидней Коэн (в экипаж также входили штурман сержант Питер Тейт и сержант Лес Райт). На их самолёте отказал компас и они не смогли найти дорогу домой. Горючее в баках заканчивалось и, чтобы не садиться на воду, англичане, обнаружив под собой аэродром Лампедузы, пошли на посадку. Из-за отсутствия горючего британский самолёт не дотянул до взлётно-посадочной полосы и приземлился на грунт у сгоревшего ангара.
К англичанам незамедлительно прибежала группа итальянцев с белым флагом, которые объяснили Коэну, что гарнизон острова хотел бы немедленно капитулировать и обезопасить себя от бомбардировок. Сержант потребовал от итальянцев соответствующую бумагу, подписанную командованием гарнизона острова, который насчитывал 4400 человек. Получив требуемый документ, англичане заправили свой самолёт итальянским горючим и улетели на Мальту.
Случай попал в печать и вскоре лондонские газеты на первых полосах поместили заголовки «Лампедуза сдалась сержанту Коэну» и «Коэн — король Лампедузы». Про сержанта Сиднея Коэна в Лондоне была поставлена пьеса «Король Лампедузы». Собирались снимать художественный фильм.

## Достопримечательности
Рэббит Бич (Rabbit Beach) — лучший пляж, длиной 228 м, на острове.

## Нелегальные иммигранты в XXI веке

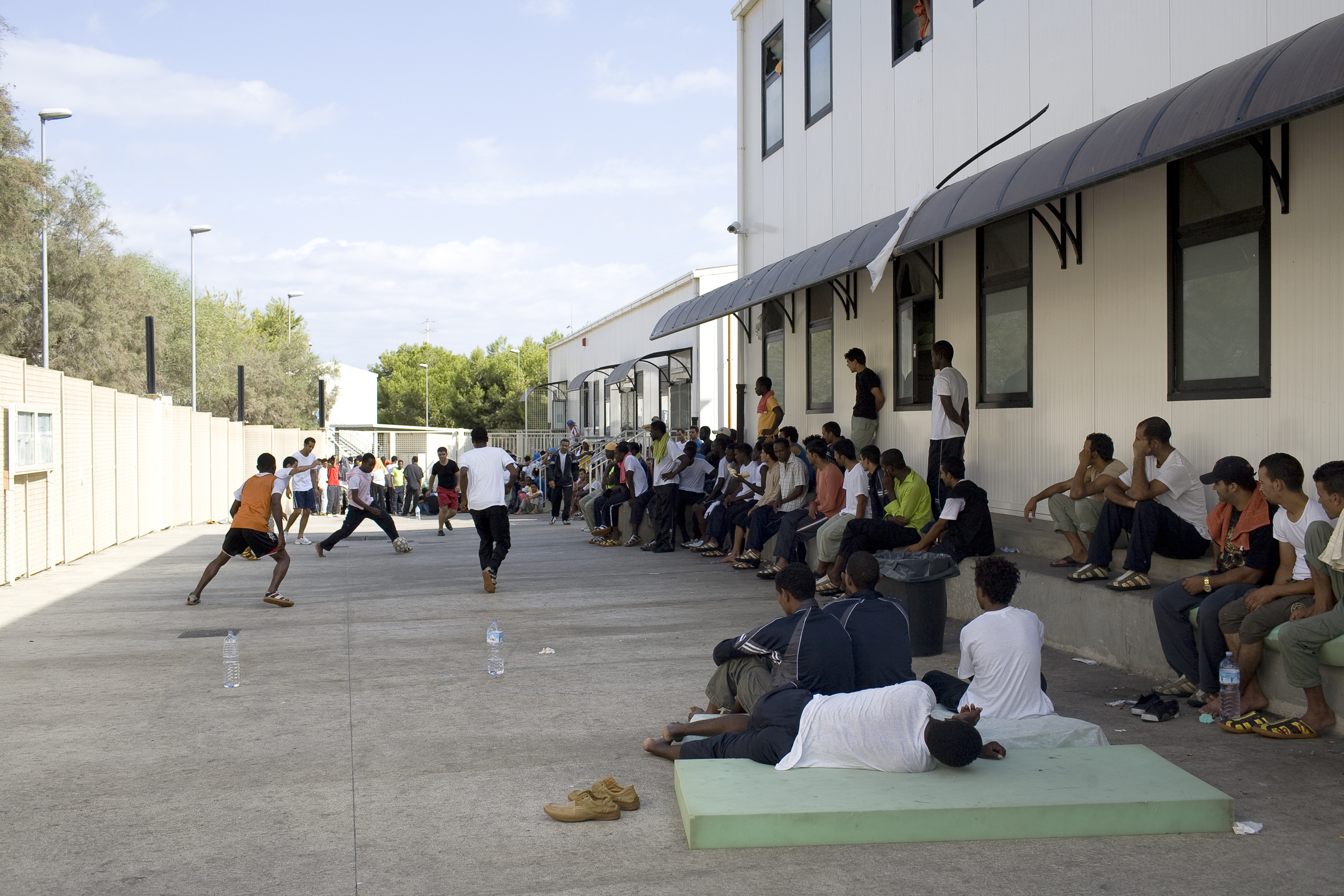
Нелегальные мигранты из Африки в центре приема беженцев на Лампедузе

В 2000-е годы остров превратился в своего рода перевалочный пункт для нелегальных иммигрантов из Африки, которые регулярно прибывают на Лампедузу в переполненных лодках и шлюпках в надежде переселиться в Италию и начать там новую жизнь. Многие погибают во время таких плаваний.
В 2008 году на остров прибыло более 23 тысяч нелегалов (итальянцы называют их словом clandestini). На острове построены специальные лагеря для нелегальных иммигрантов, в которых им предоставляется медицинская помощь, временное жильё, пища. Однако, эти лагеря в настоящее время переполнены и, в связи с этим, условия содержания нелегалов резко ухудшились. В январе 2008 года сотни мигрантов сбежали из лагеря и провели демонстрацию протеста с требованиями свободы и помощи и против условий содержания в лагере.
Новая волна нелегальных мигрантов из стран Северной Африки хлынула на Лампедузу после «арабской весны» 2011 (см. Миграционный кризис в Европе) — рост числа мигрантов был связан со сменой власти в Тунисе и Египте, гражданской войной в Ливии. Наплыв беженцев и нелегальных иммигрантов привел к стычкам с местным населением, поджогам иммиграционного центра и церкви. Только с января по конец августа 2011 года, на остров прибыло 48 тысяч мигрантов. На острове создан фильтрационный пункт.
В 2013 году на остров приплыло 32 тысячи мигрантов, при этом только в октябре 2013 года в кораблекрушениях погибло более 400 человек.
После октября 2013 года Италия ввела программу по спасению людей «Mare Nostrum» (итал. «Наше море»), на которую выделялось 9 миллионов евро ежемесячно. В операции ежедневно принимали участие 900 военных, 32 морских судна и авиация. В общей сложности было спасено 150 тысяч человек. В ноябре 2014 программа была заменена на патрульную операцию «Тритон». Пограничный контроль Италии осуществляли 19 стран ЕС с помощью двух кораблей, 4 патрульных судов, 2 самолётов и вертолёта.
По данным Организации ООН по делам беженцев, в 2014 году на различных лодках через Средиземное море переправились не менее 218 тысяч мигрантов, при этом около 3500 человек утонули при крушении транспорта.
В апреле 2015 года в 70 милях от острова произошло крушение судна, на котором находилось, по разным данным, от 700 до 950 нелегалов. В живых найдено 28 человек. Этот инцидент считается самым крупным по числу жертв-нелегалов.

## Лампедуза в искусстве
На Лампедузе проходили съёмки фильмов «Дыхание» (в 2002 году) и «Письма из Сахары» (в 2006 году). О жизни острова повествует документальный фильм «Море в огне», ставший обладателем главного приза на берлинском международном кинофестивале в 2016. В романе французского писателя Эрика Эмманюэля-Шмитта «Улисс из Багдада» описывается попытка беженцев добраться до Лампедузы на лодке.